# Kabinettsystem
Als Kabinettsystem bezeichnet man einen bestimmten Regierungsstil.
Die deutsche Bezeichnung Kabinett leitet sich dabei aus dem französischen Wort für Kammer, Nebenzimmer = cabinet ab.

## Absolutismus
Im 17. Jahrhundert entwickelte sich das sog. Kabinettsystem als eine für den Absolutismus typische monarchische Herrschaftsform, bei der sich der Monarch auf ein persönliches Beratergremium stützte, mit dem er hinter verschlossenen Türen in einem Hinterzimmer tagte. Am stärksten ausgeprägt war dieses System am Hof des französischen Sonnenkönigs Ludwig XIV.
Die Bezeichnungen für das Gremium, seine Mitglieder und den Tagungsort wie Geheimer Rat, Geheimes Ratskollegium, Geheimes Konseil, Geheimes Kabinett, Geheimer Staatsrat oder Kabinettsminister wechselten. Als Ausdruck einer unumschränkten Staatsgewalt übte der absolute Monarch auch die sog. Kabinettsjustiz aus.
Aus dem cabinet, in dem der Monarch sich mit seinen Beratern besprach, entwickelte sich das Kabinett als Bezeichnung für die Regierung im organisatorischen (personellen) Sinn, also das Gremium, aus dem eine Regierung besteht. Von dieser Kammer, in der der Herrscher zur Zeit des Kabinettssystems seine Räte oder Minister zur Unterredung traf, leiten sich auch die Begriffe Kameralistik und Kameralwissenschaft für das administrative Herrschaftswissen, sprich die Gesamtheit an verwalterischen Kenntnissen, ab, über die dem Gremium angehörige Räte oder Minister verfügen mussten.
Ältere Begriffe sind die Hofkammer und der Kämmerer, die sich allerdings eher auf die Schatzkammer und damit auf die Finanzverwaltung des Monarchen bezogen und nur eine der Aufgaben waren, die vom absolutistischen Kabinett wahrgenommen wurden. Mit der Politik und Verwaltung hingegen nicht betraut und daher nicht in diesen Zusammenhang gehört der Kammerherr, der allein die Dienste eines persönlichen Leib- oder Kammerdieners des Monarchen versah.

## Entwicklung in Deutschland
Karl August von Hardenberg ersetzte beeinflusst durch die Nassauer Denkschrift Freiherr vom Steins im Rahmen der Preußischen Reformen das für die Innen- und Finanzverwaltung zuständige Generaldirektorium durch das Preußische Staatsministerium. Die Verwaltung war seitdem nach dem Ressortprinzip unter ministerieller Verantwortung organisiert. Die Ministerialregierung sicherte sich durch das Recht zur Gegenzeichnung von Gesetzen gegenüber dem preußischen König ab. Persönliche und staatliche Herrschaft blieben dennoch eng verbunden.
Das zeigte sich nach Scheitern der Märzrevolution und der Preußischen Verfassung von 1848 verstärkt im anschließenden preußischen Verfassungskonflikt. Otto von Bismarck stellt mit der Lückentheorie die persönliche Autorität des Monarchen über die des Parlaments.
Andererseits verringerte Bismarck 1871 mit der Bismarckschen Reichsverfassung die persönliche Macht des Deutschen Kaisers durch Übertragung gesetzgeberischer Kompetenzen und des Budgetrechts auf Bundesrat und Reichstag.
Obwohl die grundsätzliche Abhängigkeit der Regierung und des Parlaments vom Monarchen auch im 1871 gegründeten Deutschen Kaiserreich erhalten blieben, schuf sich der im Dreikaiserjahr 1888 auf den Thron gelangte Wilhelm II. mit dem Militärkabinett, dem Zivilkabinett und dem Marinekabinett zunehmend Organe zur weiteren Stärkung der kaiserlichen Position gegenüber Parlament und Reichsregierung, was schließlich im neoabsolutistischen persönlichen Regiment Wilhelms gipfelte.
Im Ersten Weltkrieg zog die Oberste Heeresleitung die faktische Regierungsgewalt an sich, bis die deutsche Niederlage 1918 schließlich zum Sturz der Monarchie in der Novemberrevolution und der Gründung der Weimarer Republik führte. Diese war als parlamentarische Demokratie verfasst, in der lediglich die starke Stellung des Reichspräsidenten als sog. Ersatzkaiser noch auf die einstige Position des Monarchen verwies.
Während der Weltwirtschaftskrise kam es bis 1933 vorübergehend zur Bildung der dem einstigen Kabinettsystem nicht unähnlichen Präsidialkabinette, die allein vom Reichspräsidenten Paul von Hindenburg per Notverordnung ernannt wurden und seiner direkten Weisung unterstanden.
Im politischen System der Bundesrepublik Deutschland hat der Bundespräsident im Wesentlichen repräsentative Aufgaben und nur sehr eingeschränkte politische Befugnisse. Die Gewaltenteilung gehört seit Inkrafttreten des Grundgesetzes zur freiheitlich demokratischen Grundordnung und kann auch durch eine verfassungsändernde Mehrheit nicht abgeschafft werden (Ewigkeitsklausel nach Art. 79 Abs. 3, Art. 20 Abs. 2 Satz 2 GG).